# Farmácia

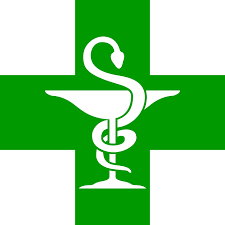
Cálice de Hígia e a Cruz Verde: os símbolos da farmácia.

Farmácia (do grego φάρμακον/pharmakôn: que significa em mesmo tempo "remédio" e "veneno") em termos gerais, é a ciência praticada por graduados em farmácia (farmacêuticos), tem como objeto de estudo fármacos, drogas e medicamentos e a forma como os usuários interagem com eles.
Atualmente esta área é marcada pelos conceitos de assistência farmacêutica e atenção farmacêutica. As assistências farmacêuticas envolvem todo o ciclo do medicamento antes do uso pelo paciente consumidor final, trazendo a preocupação com a saúde para as etapas de pesquisa, desenvolvimento, produção, formulação, qualidade, conservação, transporte, distribuição e seleção de medicamentos, difusão de informações e educação continuada para profissionais da saúde e pacientes. Já atenção farmacêutica caracteriza-se pelo relacionamento direto entre farmacêutico e paciente principalmente em farmácias visando o acompanhamento e uso racional da farmacoterapia, o que inclui: atendimento farmacêutico (interação farmacêutico-paciente), fornecimento de medicamentos (dispensação), acompanhamento da farmacoterapia e intervenção farmacoterapêutica.
Entre os ambientes de trabalho mais comuns encontra-se: Farmácias (comunitária, hospitalar, comercial, magistral), Drogarias, Industria Farmacêutica, Laboratórios de análises clínicas entre outros. Apesar do foco da farmácia ser o medicamento, houve também expansão de atuações, sempre com foco na saúde do usuário final, para atividades relacionadas a laboratórios de análises clínicas e toxicológicas, a indústria de cosméticos e a indústria alimentícia entre outros, totalizando 135 especialidades diferentes.
De uma maneira geral, a profissão caracteriza-se mundialmente pelo seguinte núcleo de disciplinas e conhecimentos específicos:
- Serviços farmacêuticos (prática farmacêutica): assistência farmacêutica e atenção farmacêutica, farmacoepidemiologia, farmacoeconomia, farmacovigilância.
- Obtenção e entendimento do modo de ação de fármacos: química farmacêutica, química medicinal, farmacognosia e farmacologia.
- Farmacotécnica e Tecnologia Farmacêutica: formulação, forma farmacêutica, produção industrial e magistral (manipulação).

Utiliza-se como fonte de princípios ativos para fármacos: plantas, animais, seres vivos em geral e, química sintética e minerais.
No Brasil, assim como em Portugal, não se deve confundir Farmácia com Bioquímica. Por bastante tempo, os cursos de graduação em farmácia no Brasil denominaram-se Farmácia-Bioquímica, em errônea alusão à habilitação em análises clínicas. Isto gerou na sociedade, e mesmo nos meios acadêmicos, a falsa noção de que bioquímica seria sinônimo de análises clínicas e farmácia, algo totalmente equivocado e corrigido pelas reformas curriculares da graduação brasileira em farmácia em 2002 e 2017 e pela criação do Bacharelado em Bioquímica no Brasil em 2001 e pela criação da Licenciatura em Bioquímica em Portugal em 1979. De fato nos dias atuais, no Brasil, em Portugal e no restante do mundo, Farmacêuticos são profissionais da saúde e do medicamento enquanto que Bioquímicos são profissionais da química, sendo portanto, profissões distintas e com cursos de graduação (licenciatura em Portugal) diferentes e separados entre si.

## História da Farmácia

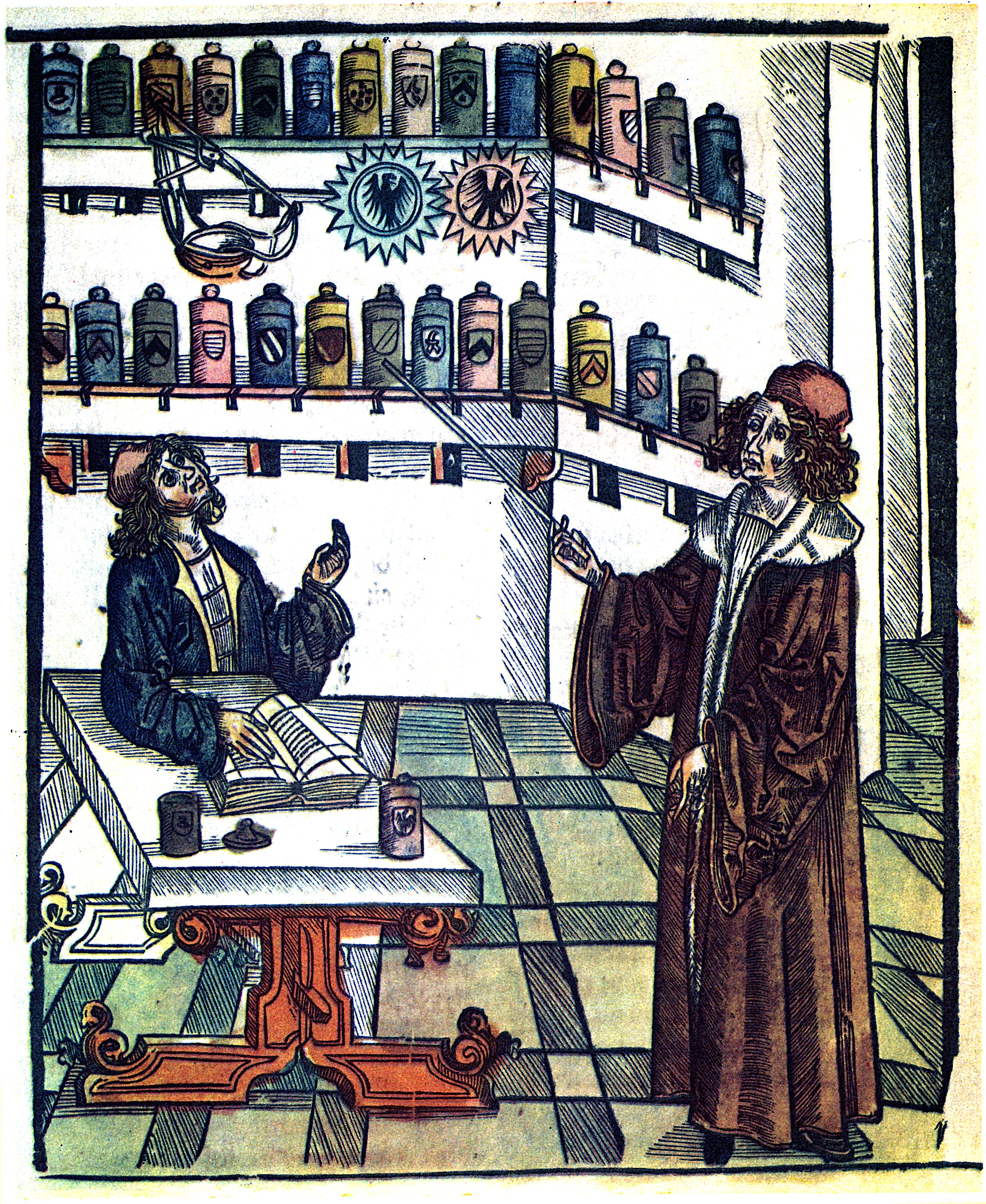
Marsilius Ficinus (Florença), Um médico mostra os frascos que contêm as substâncias que podem ser usadas para boticário, 1508.

No Brasil, junto com os primeiros colonizadores vieram o barbeiro-cirurgião, o aprendiz-de-boticário e os jesuítas que traziam consigo a caixa de botica, uma arca de madeira contendo medicamentos. Ela também estava presente em todas as embarcações que atravessavam o Atlântico, nas Entradas e Bandeiras e expedições militares navais ou terrestres. Aos poucos, as lojas de boticas foram se estabelecendo nos núcleos mais populosos e sofriam a concorrência das lojas de barbeiros. Outros concorrentes até o século XIX eram os padeiros, os ourives, os negociantes de fazendas secas. Contudo, a manipulação de medicamentos passou com o tempo a ser efetuada apenas pelas boticas. Os primeiros boticários eram pessoas de origem humilde, filhos de boticários, pedreiros, carpinteiros, alfaiates, etc. Apenas no século XVIII começaram a se estabelecer no Brasil boticários devidamente preparados para a função.
Em Portugal exercem em Farmácia obrigatoriamente na categoria de Farmacêuticos — os Farmacêuticos Licenciados em Farmácia (antigo curso universitário de 6 anos) e Ciências Farmacêuticas (antiga Licenciatura de 6 anos — pré-Bolonha, actual Mestrado Integrado de 5 anos — pós-Bolonha). Na categoria de técnicos, actuam dois profissionais — os técnicos de farmácia, Licenciados em Farmácia (presente curso politécnico de 4 anos) e Técnicos de Farmácia (grau adquirido após o registo de prática até 1999). A profissão de técnico de farmácia é regulamentada pelo Departamento da Modernização e Recursos da Saúde do Ministério da Saúde. A ciência que trata das bases para a farmácia de oficina é, entre outras, a farmacologia, farmácia clínica, farmácia galénica e farmacoterapia. Em relação aos ajudantes de farmácia, as suas funções de atendimento nas farmácias são consideradas ilegais.

## Farmacêutico

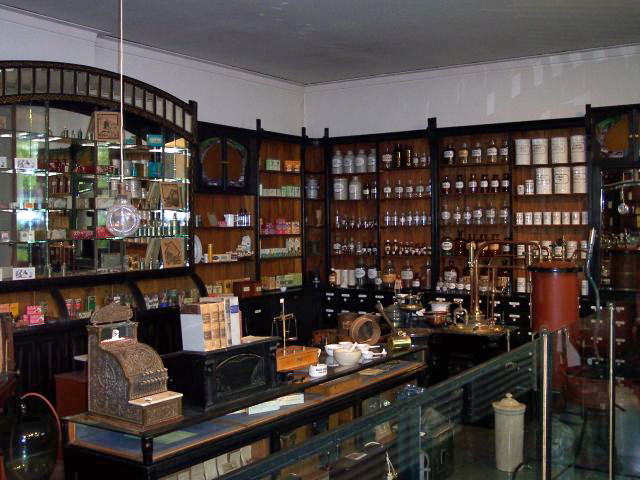
Uma farmácia histórica.

Os farmacêuticos são profissionais da saúde, especialistas no preparo e utilização de medicamentos e suas consequências ao organismo humano ou animal. De uma maneira geral, podem trabalhar numa farmácia, hospital, na indústria, em laboratórios de análises clínicas, desenvolver novos medicamentos, praticar acupuntura, entre outras funções e lugares.
Em Portugal, o primeiro documento conhecido sobre a profissão data de 1449 e é um alvará do El-Rei D. Afonso V liberando mestre Ananias e boticários árabes para exercerem a atividade.

### Disciplinas que compõem a Ciência Farmacêutica
De uma maneira geral, a profissão caracteriza-se mundialmente pelo seguinte núcleo de disciplinas e conhecimentos específicos:
- Serviços farmacêuticos (prática farmacêutica): assistência farmacêutica e atenção farmacêutica, farmacoepidemiologia, farmacoeconomia, farmacovigilância.
- Obtenção e entendimento do modo de ação de fármacos: química farmacêutica, química medicinal, farmacognosia e farmacologia.
- Farmacotécnica e Tecnologia Farmacêutica: formulação, forma farmacêutica, produção industrial e magistral (manipulação).

Para tal, de acordo com as Diretrizes Curriculares Nacionais brasileiras para o curso de Farmácia, é necessário o conhecimento de base relacionado a:
- Ciências biomédicas básicas a aplicadas: Anatomia humana, embriologia humana, histologia, genética, fisiologia, imunologia geral e clínica, patologia, microbiologia geral e clínica, micologia, virologia, hematologia clínica, parasitologia geral e clínica, biofísica, botânica biologia molecular, contemplando as bases moleculares e celulares, a organização estrutural de protistas, fungos e vegetais de interesse farmacêutico, os processos fisiológicos, patológicos e fisiopatológicos da estrutura e da função dos tecidos, dos órgãos, dos sistemas e dos aparelhos, e o estudo de agentes infecciosos e parasitários, dos fatores de risco e de proteção para o desenvolvimento de doenças, aplicadas à prática, dentro dos ciclos de vida
- Ciências da saúde: epidemiologia, higiene social, saúde coletiva, contemplando o campo da saúde coletiva, a organização e a gestão de pessoas, de serviços e do sistema de saúde, programas e indicadores de qualidade e segurança dos serviços, políticas de saúde, legislação sanitária, bem como epidemiologia, comunicação, educação em saúde, práticas integrativas e complementares, que considerem a determinação social do processo saúde-doença
- Ciências exatas básicas: estatística, química geral, química orgânica, química inorgânica, química analítica qualitativa e quantitativa, análise orgânica, química farmacêutica, matemática aplicada à farmácia, físico-química, contemplando os campos das ciências químicas, físicas, matemáticas, estatísticas e de tecnologia da informação, que compreendem seus domínios teóricos e práticos, aplicados às ciências farmacêutica
- Ciências humanas e sociais aplicadas: administração/economia, deontologia/legislação farmacêutica, Gestão de Empresas Farmacêuticas, ética e bioética, integrando a compreensão dos determinantes sociais da saúde, que consideram os fatores sociais, econômicos, políticos, culturais, de gênero e de orientação sexual, étnico-raciais, psicológicos e comportamentais, ambientais, do processo saúde-doença do indivíduo e da população.

Recentemente, em Outubro/2017, uma nova reforma nas Diretrizes Curriculares Nacionais brasileiras para o curso de Farmácia foi proposta, destacando a formação do farmacêutico em 3 eixos:
1. Cuidados com Saúde
2. Tecnologia e Inovação em Saúde
3. Gestão em Saúde.

A distribuição do tempo de teoria de estudo deverá ser 50% no eixo 1, 40% no eixo 2 e 10% no eixo 3. Já a distribuição do tempo de estudo prático, em estágios, deverá ser 60% relacionados a assistência farmacêutica, fármacos e medicamentos, 30% em análises clínicas e 10% em especificidades regionais. Dessa forma, consagra-se os conceitos de assistência farmacêutica e atenção farmaceutica

## Curso de formação

### Brasil

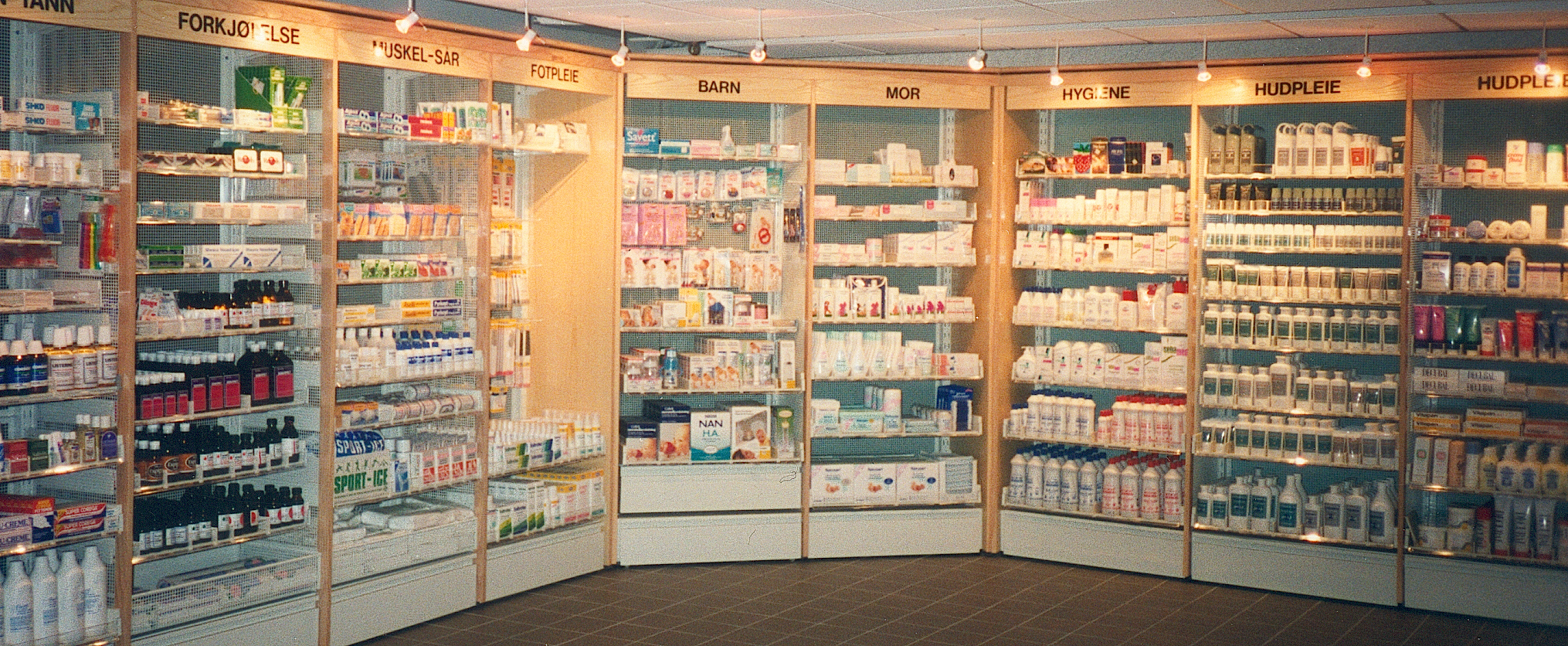
Uma farmácia moderna.

Embora tenha sido encontrado na Torre do Tombo, em Lisboa documento de 1799 que estipulava a criação da disciplina de farmácia, em São Paulo, acredita-se que a matéria só passou a ser lecionada com a chegada da Família Real no século seguinte.
No Brasil, Farmácia é um curso de graduação que forma profissionais da saúde com pensamento crítico e humanístico, comprometido com a prevenção, promoção, proteção e recuperação da saúde individual e coletiva; capacidade técnica e ética para desenvolver as atividades do exercício profissional farmacêutico, com ênfase nas áreas de medicamentos, alimentos e análises clínicas.

### Portugal
Em Portugal, o primeiro documento conhecido sobre a profissão data de 1449 e é um alvará do El-Rei D. Afonso V liberando mestre Ananias e boticários árabes para exercerem a atividade.
Em Portugal exercem em Farmácia obrigatoriamente na categoria de Farmacêuticos — os Farmacêuticos Licenciados em Farmácia (antigo curso universitário de 6 anos) e Ciências Farmacêuticas (antiga Licenciatura de 6 anos — pré-Bolonha, actual Mestrado Integrado de 5 anos — pós-Bolonha). Na categoria de técnicos, actuam dois profissionais — os técnicos de farmácia, Licenciados em Farmácia (presente curso politécnico de 4 anos) e Técnicos de Farmácia (grau adquirido após o registo de prática até 1999). A profissão de técnico de farmácia é regulamentada pelo Departamento da Modernização e Recursos da Saúde do Ministério da Saúde. A ciência que trata das bases para a farmácia de oficina é, entre outras, a farmacologia, farmácia clínica, farmácia galénica e farmacoterapia. Em relação aos ajudantes de farmácia, as suas funções de atendimento nas farmácias são consideradas ilegais.
Em Portugal, a venda à distância e a entrega ao domicílio de medicamentos são reguladas pela INFARMED. Apenas medicamentos não sujeitos a receita médica (MNSRM) podem ser vendidos online; os sítios devem exibir o logótipo comum da UE que liga ao registo nacional. A lista de entidades registadas é pública. Um exemplo meramente ilustrativo de farmácia comunitária com portal próprio é a MegaFarma (megafarma.pt); recomenda-se confirmar o respetivo registo no INFARMED através do logótipo comum da UE/ligação para o registo nacional.

## Símbolos

O Cálice de Hígia.

Cruz verde, usada em Portugal.

- O Cálice de Hígia (a cobra enrolada na taça) é conhecida como o símbolo da farmácia, e tem origem na Grécia Antiga. Segundo as literaturas antigas, o símbolo da farmácia ilustra o poder (cobra) e da cura (taça). Existe a lenda que conta que uma cobra enrolou-se no cajado de Hipócrates e quando estava para picá-lo, ele olhou para a serpente e disse:

| “ | Se queres me fazer mal, de nada adiantará que me firas, pois tenho no corpo o antídoto contra tua peçonha. Se estás com fome, te alimentarei. | ” |

Então ele pegou a taça onde fazia misturas de ervas medicinais, colocou leite e ofereceu à serpente, esta desceu do cajado, enrolou-se na taça e bebeu o leite. Desta forma criou-se o símbolo da medicina (a cobra envolvendo o cajado) e o símbolo da farmácia (a cobra envolvendo a taça).
Outra lenda sobre a origem do símbolo de farmácia está relacionada à morte de Esculápio (deus da saúde na mitologia greco-romana, também denominado por Asclépio) fulminado por um raio lançado por Zeus como punição por ressuscitar mortos pelo poder das ervas, arte aprendida com o centauro Quiron. Com a morte de Esculápio, a cobra enrolada em seu cajado, símbolo de seu poder sobre as doenças, foi adotada por Hígia, filha de Esculápio que passou a ser a deusa responsável pela saúde dos homens, tendo o cálice com a cobra enrolada como símbolo de seu poder sobre as doenças.
- Pedra — No Brasil, o Conselho Federal de Farmácia, em sua resolução no. 471 de 28 de fevereiro de 2008, estabelece o Topázio Imperial Amarelo como a pedra oficial da Farmácia.
- Cruz grega verde — Em Portugal e alguns outros países, usa-se uma cruz grega verde para assinalar uma farmácia.

## Especialidades
- Acupuntura
- Administração de laboratório clínico
- Administração farmacêutica
- Administração hospitalar
- Análises ambientais
- Análises clínicas (Humana)
- Assistência domiciliar em equipes multidisciplinares
- Atendimento pré-hospitalar de urgência e emergência
- Auditoria farmacêutica
- Bacteriologia clínica
- Banco de cordão umbilical
- Banco de leite humano
- Banco de sangue
- Banco de Sêmen
- Banco de órgãos
- Biotecnologia
- Bioinformática
- Biofarmácia
- Biologia molecular
- Bioquímica clínica
- Bromatologia
- Circulação extracorpórea
- Citogenética
- Citologia
- Citologia clínica
- Citoquímica
- Controle de qualidade e tratamento de água, potabilidade e controle ambiental
- Controle de vetores e pragas urbanas
- Cosmetologia
- Docência e pesquisa
- Exames de DNA
- Estética
- Farmacologia básica e clínica
- Farmacoterapia
- Farmacêutico na análise físico-química do solo e da água
- Farmácia antroposófica
- Farmácia clínica
- Farmácia comunitária
- Farmácia de dispensação
- Farmácia estética
- Fracionamento de medicamentos
- Farmácia dermatológica
- Farmácia homeopática
- Farmácia hospitalar
- Farmácia industrial
- Farmácia magistral
- Farmácia nuclear (radiofarmácia)
- Farmácia oncológica
- Farmácia pública
- Farmácia veterinária
- Farmácia-escola
- Farmacocinética clínica
- Farmacoepidemiologia
- Fitoterapia
- Gases e misturas de uso terapêutico
- Genética humana
- Gerenciamento de resíduos dos serviços de saúde
- Hematologia clínica
- Hemoterapia
- Histologia
- Histotecnologia
- Histoquímica
- Homeopatia
- Imunologia
- Imunogenética e histocompatibilidade
- Imunologia clínica
- Imunopatologia
- Segurança no trabalho, saúde ocupacional e responsabilidade social
- Micologia clínica
- Microbiologia clínica
- Nutrição parenteral
- Psicobiologia
- Parasitologia clínica
- Química farmacêutica e medicinal
- Reprodução humana
- Saúde pública
- Sorologia
- Toxinologia
- Toxicologia analítica
- Toxicologia clínica
- Toxicologia ambiental
- Toxicologia de alimentos
- Toxicologia desportiva
- Toxicologia farmacêutica
- Toxicologia forense
- Toxicologia ocupacional
- Toxicologia veterinária
- Vacinologia
- Vigilância sanitária
- Virologia clínica